# وردي (لون)
الوردي (بالإنجليزية: Rose)‏ هو ما كان بلون الورد  وهو أحد تدرجات اللون الزهري وهو مختلف عنه قليلاً؛ حيث يقع بين اللون الأحمر والماجنتا في الفضاء اللوني (ص ش ق).
اللون المكمل للوردي هو الأخضر الربيعي

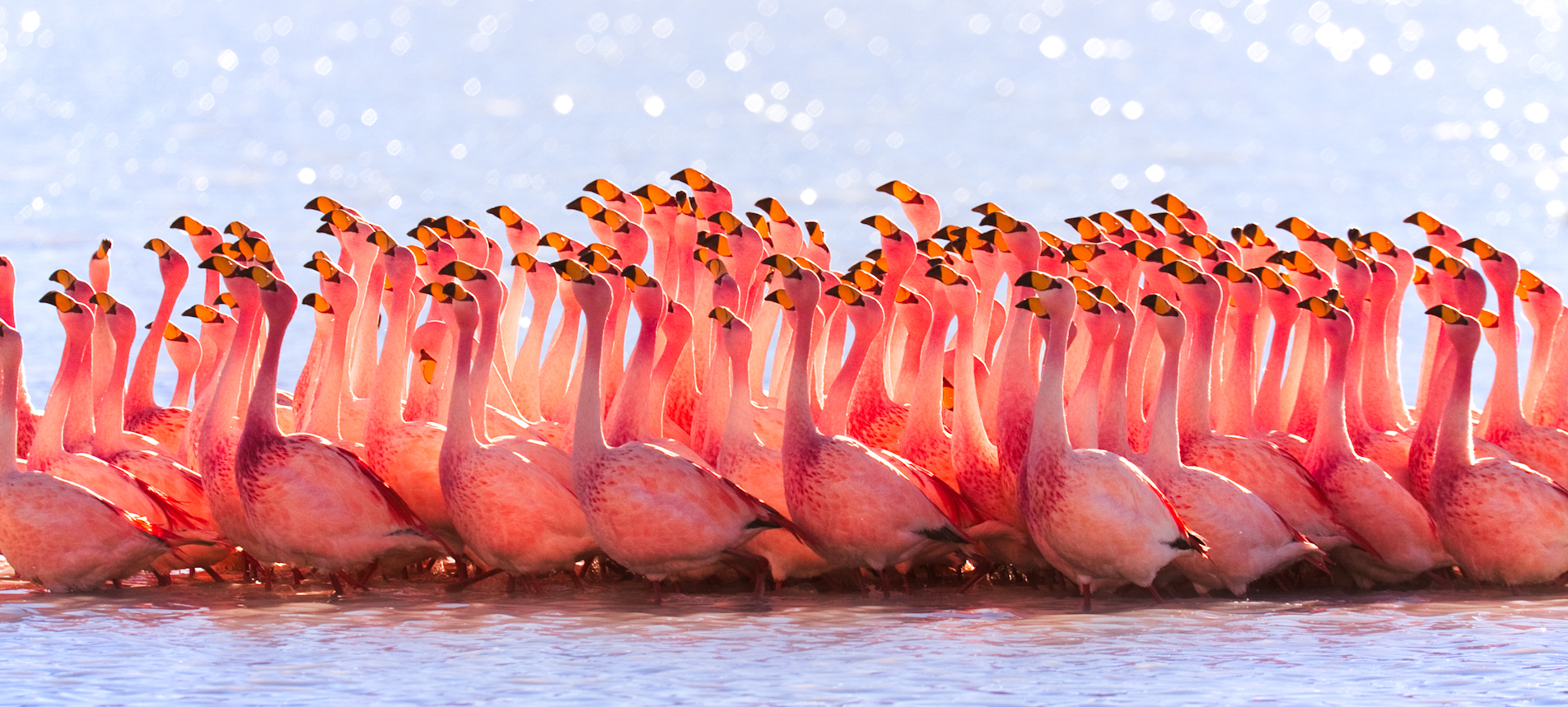
فرقة من طيور النحام (جيمس فلامينجو).

## تدرجات الوردي

### وردي ضبابي
اللون الوردي الضبابي موضح على اليسار. يمكن كتابة mistyrose بصيغة إتش تي إم إل للحصول على الوردي الضبابي
صِيغ هذا اللون كأحد ألوان X11 في العام 1987، حيث كانت بداية استخدامه.

### وردي الشاي
وردي الشاي موضح على اليسار، وهو لون شائعٌ استخدامه في التصميم الداخلي، خصوصاً في تصميم غرف النوم.

### وردي كلاسيكي
اللون الوردي الكلاسيكي موضح على اليسار، وهو مشيج شاحب للوردي

### زهري فارسي
اللون الزهري الفارسي موضح على اليسار، وهو لون يُنسب إلى بلاد فارس؛ فبما أنه من المعروف عن أهل بلاد فارس حبهم للون الوردي، فقد نسب إليهم أحد ظلال اللون الوردي، ومنها الزهري الفارسي الموضح على اليسار.

### زهري وردي
اللون الزهري الوردي موضح على اليسار

### زهري ثولي
اللون الزهري الثولي موضح على اليسار. كانت بداية استخدام هذا اللون في الإنجليزية عام 1912 
المصطلح «ثولي» يشير إلى أرض "thule" وهي أرض اعتقد الجغرافيون القدماء بوجودها في أقصى شمال العالم المسكون

### زهري الحافة
زهري الحافة موضح على اليسار، بدأ استخدامه في الإنجليزية عام 1998 من قبل cryola

### وردي فرنسي
اللون الزهري الفرنسي موضح على اليسار. أول استخدام لهذا اللون في الإنجليزية كان عام 1926

### وردي فارسي
اللون الوردي الفارسي موضح على اليسار. وهو لون عالي التشبع موجود قريباً من سطح كرة الألوان، أسفل خط استواء كرة الألوان، يقع في منطقة المنتصف بين الوردي والماجنتا.

### دلبرجي
اللون دلبرجي (بالإنجليزية: Rosewood)‏ موضح على اليسار، وينسب هذا اللون إلى جنس من الأشجار يدعى «دلبرجيا».
كان أول استخدام لهذا اللون عام 1892 

## وصلات خارجية
الموقع الرسمي لـcryola